# Tylophora multiflora
Tylophora multiflora là một loài thực vật có hoa trong họ La bố ma. Loài này được (Wight & Arn.) Alston miêu tả khoa học đầu tiên năm 1931.